# Elia y Elizabeth
Elia y Elizabeth — колумбийский поп-дуэт сестер Элиа и Элизабет Флета. За довольно короткое время существования (1972—1973) дуэт выпустил всего два альбома, однако получил приз фестиваля Festival del Coco в Барранкилье, приз Príncipe de Oro, присуждаемого одноимённой радиостанцией, а также был номинирован на премию Onda в номинации «Открытие года» в 1972 году.

## Биография
Элиа и Элизабет Флета родились в Боготе с разницей в один год. Их дедом был знаменитый испанский тенор Мигель Флета, а их тети по отцовской линии были участниками группы las Hermanas Fleta. Из-за переездов отца по работе они провели детство в Барранкилье, а юность — в Лиме. В 1971 году сестры переехали в Испанию, где были приглашены на телепередачу, посвященную памяти их деда. Там сестер заметил композитор и аранжировщик Хуан Карлос Кальдерон, который ранее работал с их тетями. Вскоре под руководством Кальдерона Элиа и Элизабет записывают в Барселоне мини-альбом с двумя песнями «Cae la lluvia» (Идет дождь) и «Fue una lágrima» (Это была слеза), написанными Элией.
После возвращения в Барранкилью сестры выступают на благотворительном мероприятии с Dakarett Blues Band, на котором их замечает Грасиела Аранго де Тобон, которая порекомендовала их Альваро Аранго, музыкальному директору Codiscos. После прослушивания по телефону и встрече в Барранкилье Альваро решает записать с сестрами альбом в Медельине. Аранжировкой и музыкальным руководством альбома занимался Джимми Сальседо, бывший участник группы Be-Bops, телеинтервьюер и создатель La Onda Tres.
После выхода второго альбома Элиа решает прекратить выступления, чтобы полностью посвятить себя учёбе.

## Влияние
В 2014 году лейбл Munster Records из Мадрида перевыпустил композиции, исполненные сестрами. В апреле 2019 года группа Las Robertas из Коста-Рики исполнила кавер на песню «Pesadilla» (Ночной кошмар) в Коачелле.
Также песня «Todo en la vida» (Все в жизни) звучала в телесериале «Нарко».